# Площадь Конгресса
Площадь Конгресса (исп. Plaza del Congreso) — площадь в центре Буэнос-Айреса перед зданием Дворца Национального конгресса Аргентины. Расположена вблизи района Монсеррат между проспектами Авенида Энтре-Риос, Ривадавия, улицей Иполито Иригойена и улицей Вице-короля Севальйоса.

## История
Сооружение Площади Конгресса было утверждено законом № 6.286 от 30 сентября 1908 года в рамках мероприятий к празднованию столетия независимости Аргентины. Рассматривалось несколько проектов, среди которых был выбран план Карлоса Тайса, поскольку он удовлетворял требования местных жителей не перестраивать соседнюю площадь Лоре.
Работы были завершены в январе 1910 года. Площадь была украшена скульптурами, садом во французском стиле, прудом и репликой скульптуры Огюста Родена «Мыслитель». Торжественное открытие состоялось при участии мэра Буэнос-Айреса Мануэля Гуйральдеса и президента Аргентины Хосе Фигероа Алькорта. Был проведен военный парад от Каса-Росада до Дворца Национального конгресса, на котором присутствовали экс-президент Бразилии Мануэль Феррас ди Кампус Салес, президент Чили Педро Монтт, инфанта Изабелла Астурийская, французский политик Жорж Клемансо.
Вид площади оставался неизменным до 1968 года, когда через площадь Лорреа была проложена дуговая дорога, которая соединила проспекты Авенида де Майо и Ривадавия. Местными властями был издан закон, согласно которому северный сектор Площади Лоре сохранил своё имя, а южный стал называться Площадь Мариано Морено. Восточная часть бывшей площади Лорреа была присоединена к Площади Конгресса.
В 1997 Площадь Конгресса вместе с площадями Лоре и Мариано Морено были утверждены историческими памятниками.
В 2006 году началась реконструкция площади.

## Скульптуры
На Площади Конгресса находится большое количество скульптур и монументов, в частности:
- Реплика скульптуры Огюста Родена «Мыслитель». Установлена в 1907 году. Отлита самим Роденом с бронзы из той же формы, что и оригинальная скульптура.
- Бронзовый памятник Марьяну Морено, открытый 1 октября 1910.
- Прощение — мраморная скульптура работы Хуана Эухенио Бовери. Была установлена в 1896 году в центре сада в восточной части площади. В 1991 году была перенесена в парк Авельянеда.
- Нулевой километр — установлен 2 октября 1935 в северной части Площади Лоре и перенесен на своё нынешнее место 18 мая 1944 года. На северной грани монумента изображена Богоматерь, на южной — карта Аргентины, на западной находится мемориальная доска, посвященная Хосе де Сан-Мартину, на восточной — информация о дате установки. Символизирует начало и точку отсчета всех дорог Аргентины.
- Памятник Рикардо Бальбину работы Рауля Кано, открыт 9 сентября 1999 г.
- Памятник Хосе Мануэлю Эстраде работы Эктора Роча, установлен 9 ноября 1947
- Монумент Двух Конгрессов. Постамент выполнен из камня, на нем стоят две фигуры из бронзы: Республика с лавровой ветвью в руке и Труд. Вокруг находятся фигуры, символизирующие участников двух конгрессов: Ассамблеи XIII года и Тукуманского конгресса. Пьедестал монумента окружен фонтаном, который символизирует Ла-Плату, украшенным скульптурами лошадей, кондоров и детей, символизирующих мир. Из-за этого монумента площадь Конгресса часто ошибочно называют площадью Двух Конгрессов.
- Памятник Альфреду Паласиосу в восточной части площади было решено установить еще в середине 1980-х, но пока это не сделано.

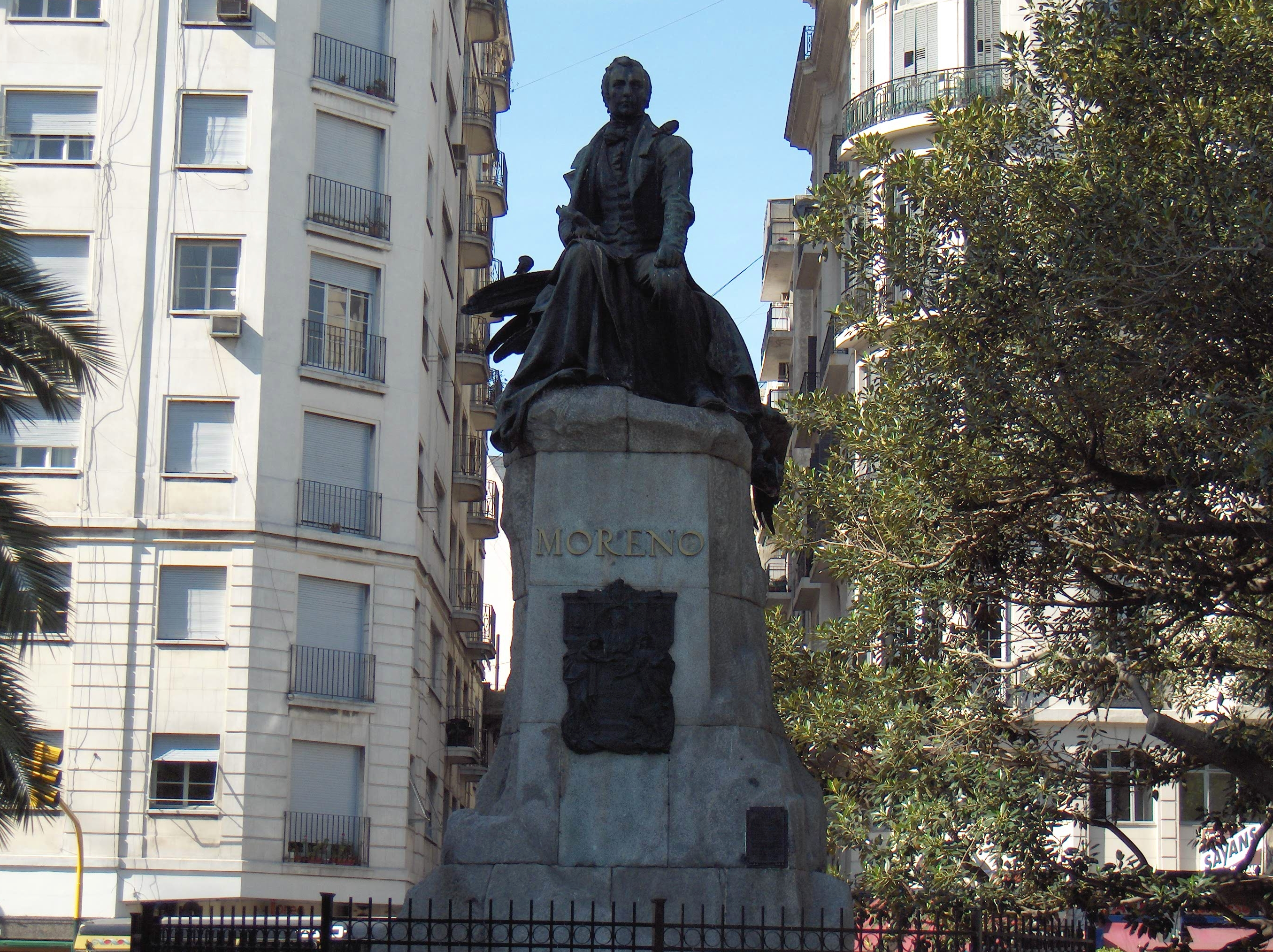
Памятник Марьино Морено
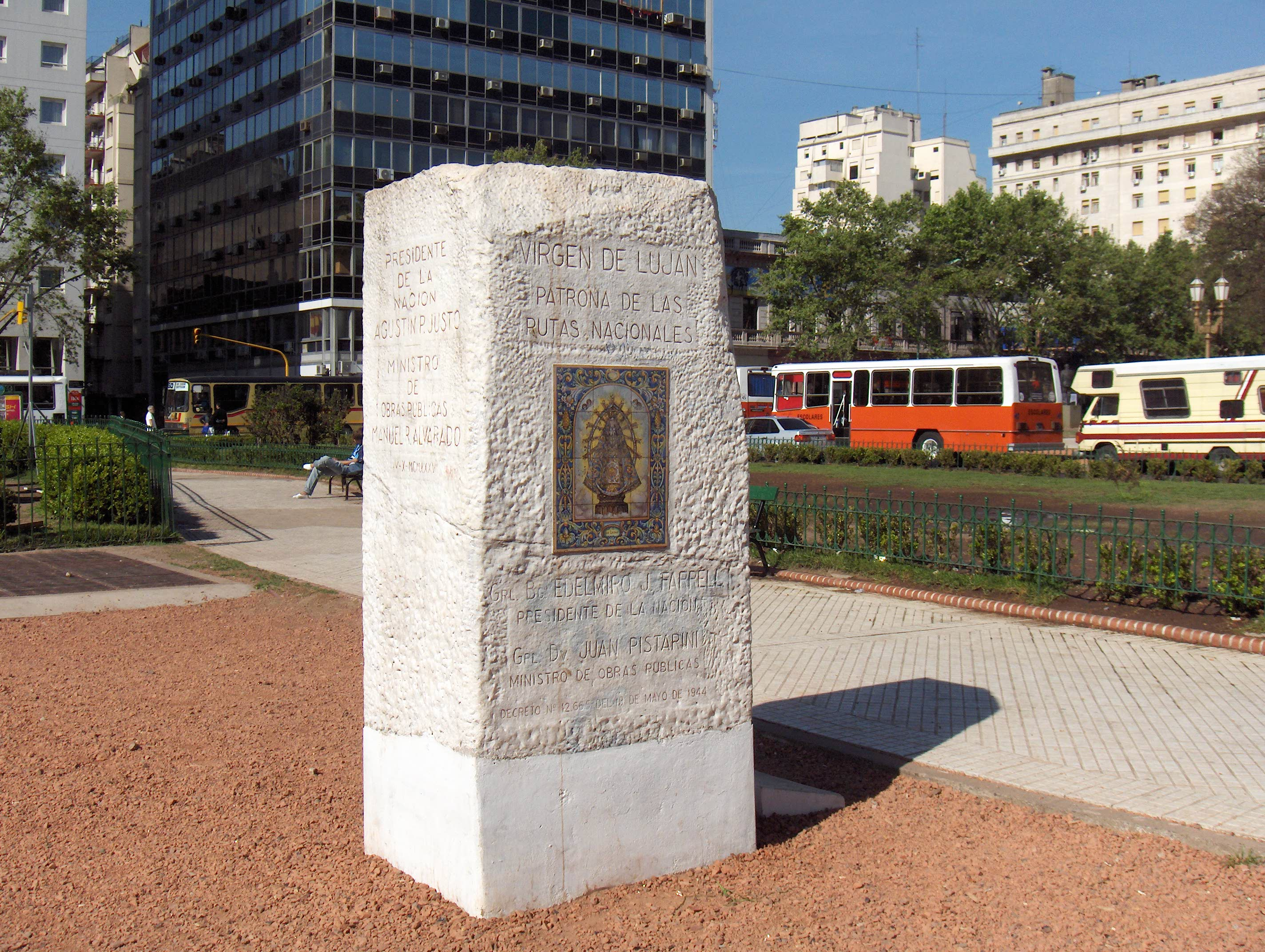
Нулевой километр
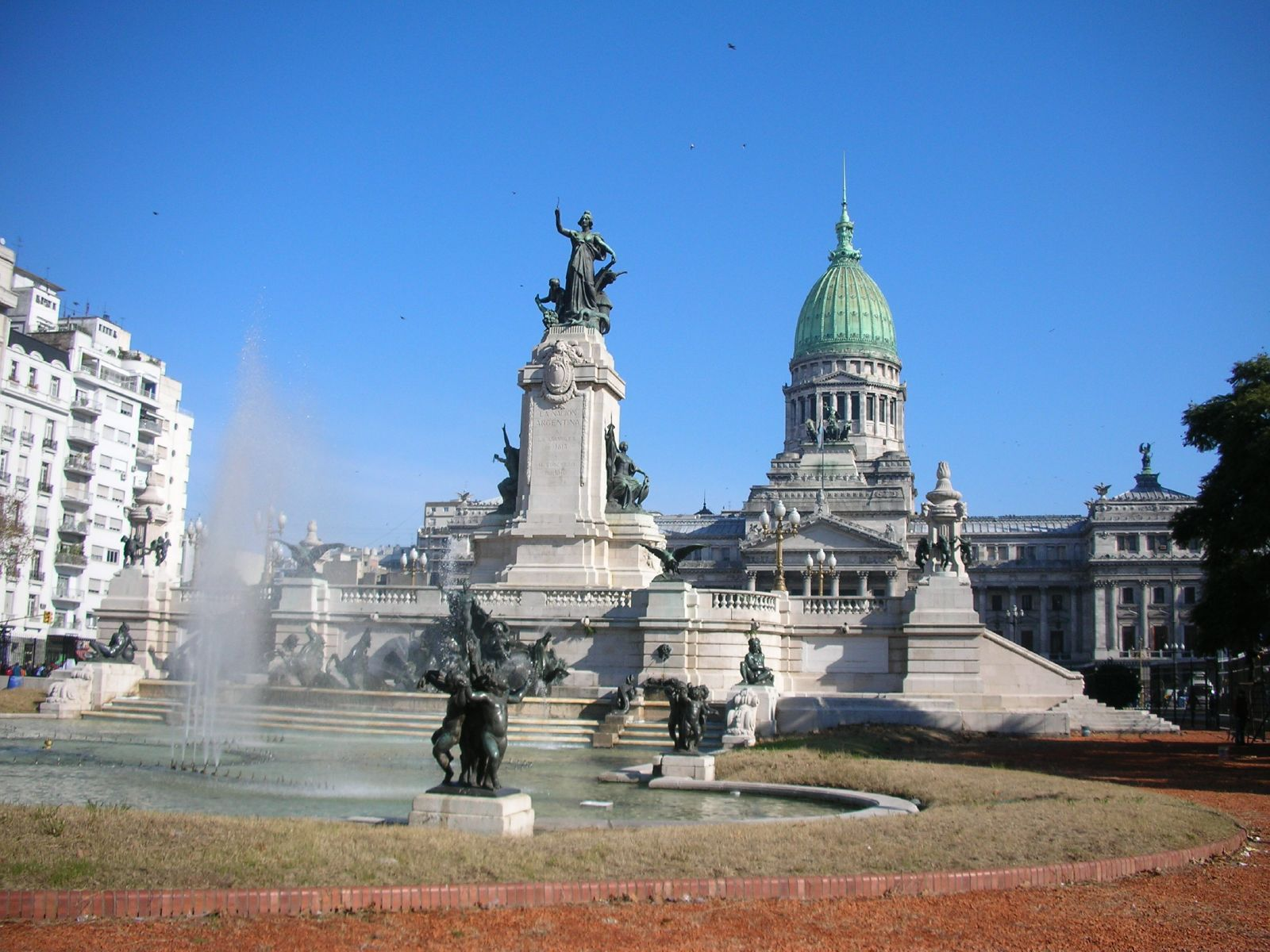
Монумент Двух Конгрессов